# Герб Семея
Герб Семея (каз. Семей қаласының елтаңбасы) — один из официальных символов города Семей, Казахстан.

## Описание
Городской герб имеет форму круга это - символ вечности.
Зеленый цвет – символизирует цвет самой жизни, символ природы, гармонии и равновесия, ассоциируется с возрождением. Солнце по законам геральдики означает жизненный путь.
Внутри герба - изображение шанырака, который обведен орнаментом в виде символа счастья.
В четырех частях между перекрёстными рейками (күлдреуіш) изображены книга, сосна, верблюд и силуэт  моста. Это свидетельство равенства всех четырех частей.
Книга подразумевает город Семей, как духовно-культурный центр Казахстана, родину великих мыслителей Абая, Шакарима, выдающегося писателя М. Ауезова.
В левой части шанырака изображена сосна, как неотъемлемая часть природного облика региона (в Семее находится уникальный реликтовый сосновый бор).
Верблюды - это корабли степи, историческая ценность старого герба, несущие на себе тяжесть веков. До революции Семей был торговым центром между Россией и городами Западного Китая, он был частью Шелкового пути.
Новый мост – показатель современных достижений и достопримечательность Семея.
Название «Семей» находится внизу символа и написано золотыми буквами.
Золотой цвет - это символ благополучия и достатка. А смесь желтого и синего превращается в зеленый цвет, который является символом щедрости, возрождения и благого деяния.
Образ семи ласточек на стеле острова «Бейбітшілік» «Түйемойнақ» -символ победы над 40-летними атомными испытаниями. Для казахского народа число семь - священное, много понятий связано с этим числом: «Семь поколений», «Семь назиданий», и т.д.

Ласточки, летающие вокруг шанырака символизируют бесконечность, пожелание мира и согласия нашему городу. Они сооружают свое гнездо только на благополучном шаныраке, где господствуют мир и покой.

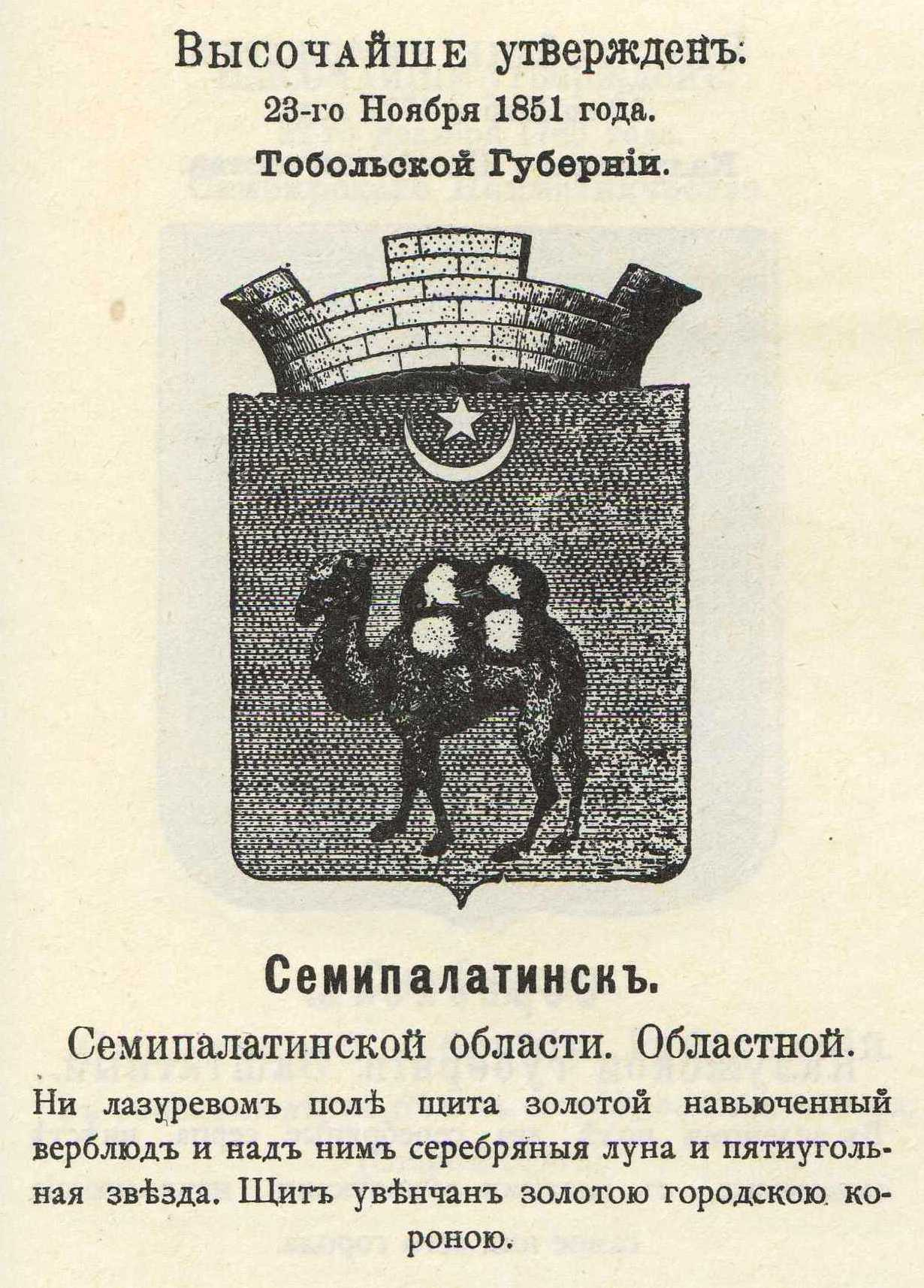
Герб Семипалатинска 1851 года

## История

### Герб 1851 года
Томское губернское правление сообщало, что герба у Семипалатинска на тот момент не было, но «члены Ратуши с купцами и мещанами составили проект: герб из двух частей, в одной верблюд с навьюченными тюками в знак торговли на караванах с азиатами, в другой — соха со всем прибором в знак хлебопашества населения». Это и послужило основой нового герба города.
Герб города Семипалатинска Тобольской губернии утвержден 23 ноября 1851 года:

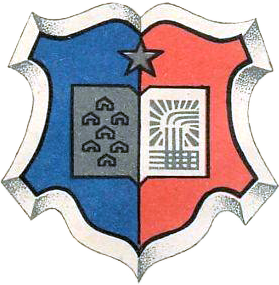
Советский герб Семипалатинска 1968 года

На лазоревом поле щита золотой навьюченный верблюд и над ним серебряные луна и пятиугольная звезда. Щит увенчан золотою городскою короною.

### Герб 1968 года
К 250-летию города решением городского исполнительного комитета от 23 июня 1968 г. за № 337/8 был утвержден герб города.
На двухцветной (цвета государственного флага Казахской ССР) стилизованной овечьей шкуре золотая звезда и белое поле в виде развернутой книги. Справа - изображение семи палат, слева - трубы цементного завода на фоне солнца.

### Герб 2015 года

Герб Семея от 2015 года

### Современный герб
В июне 2022 года депутатами городского маслихата был утверждён современный герб города. Автор герба — Амирбек Ерлан, сотрудник дома культуры Семея.